# Guárico
Guárico je jeden ze 23 spolkových států Venezuely. Má rozlohu 64 986 km² a žije v něm 747 739 obyvatel. Hlavním městem státu je San Juan de los Morros, největším městem ve státě je ale město Calabozo. Dalšími významnými městy jsou Valle de la Pascua a Zaraza. Leží uprostřed země, přičemž z hlediska rozlohy jde o čtvrtý největší venezuelský stát. Průměrná roční teplota zde dosahuje 26 stupňů Celsia. 